# Niangao

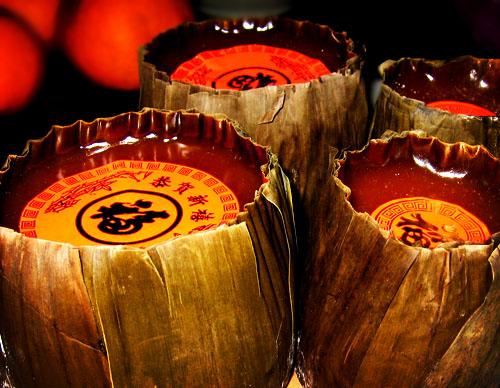
Niangao – als kommerzielles Produkt

Als Niangao (chinesisch 年糕, Pinyin niángāo, W.-G. nien-kao – „wörtl.: Neujahrskuchen, Jahreskuchen“) wird eine chinesische Spezialität bezeichnet, die ursprünglich aus dem Süden des Landes, Provinz Zhejiang, Stadt Ningbo, stammt. Ursprünglich wurde der nudelartige Reiskuchen nur als besondere Leckerei zu Neujahr gegessen, heutzutage ist er fast zu einem Grundnahrungsmittel geworden. Niangao werden gekocht, gebraten, gedämpft oder auch frittiert serviert. Man kann sie süß, salzig, sauer oder scharf zubereiten, was u. a. regional bedingt ist. Was manchen an Niangao fremd ist oder nicht gefällt, ist ihre klebrige Konsistenz, da sie nur aus Mehl vom Klebreis (糯米粉,  nuòmǐfěn – „Klebreismehl“) und Wasser bestehen. Deshalb kann es passieren, dass sie am Gaumen und den Zähnen hängen bleiben.